# Conocybe
Conocybe es un género de hongos de la familia Bolbitiaceae. Existen alrededor de 128 especies en el género.  Cinco miembros del género son hongos psilocibios: Conocybe siliginea, Conocybe cyanopus, Conocybe velutipes, Conocybe siligineoides y Conocybe smithii.

## Taxonomía
Conocybe fue descrito por el micólogo suizo Victor Fayod y publicado en Annales des Sciences Naturelles; Botanique, sér. 7 9: 357 en 1889.

### Especies
- Conocybe aberrans (Kühner) Kühner 1935,
- Conocybe abjecta (Berk. & Broome) Pegler 1986
- Conocybe abruptibulbosa Watling 1980
- Conocybe acutoconica Watling 1977
- Conocybe aeruginosa Romagn. 1969
- Conocybe affinis Singer 1969
- Conocybe africana (Pegler) Watling 1981
- Conocybe alachuana (Murrill) Hesler 1981
- Conocybe alba Petr. 1955
- Conocybe albipes Hauskn. 1998
- Conocybe albocinerea Singer 1941
- Conocybe alboradicans Arnolds 1982
- Conocybe altaica (Singer) Watling 1981
- Conocybe amazonica Singer 1989
- Conocybe ambigua (Kühner) Kühner & Romagn. 1953
- Conocybe ammophila M. Lange 1957
- Conocybe angusticeps (Peck) Murrill 1912
- Conocybe anthuriae Watling & Hauskn. 1997
- Conocybe apala (Fr.) Arnolds 2003
- Conocybe aporos Kits van Wav. 1970
- Conocybe appendiculata J. E. Lange & Kühner 1935
- Conocybe arrhenii (Fr.) Kits van Wav. 1970
- Conocybe atkinsonii Watling 1981

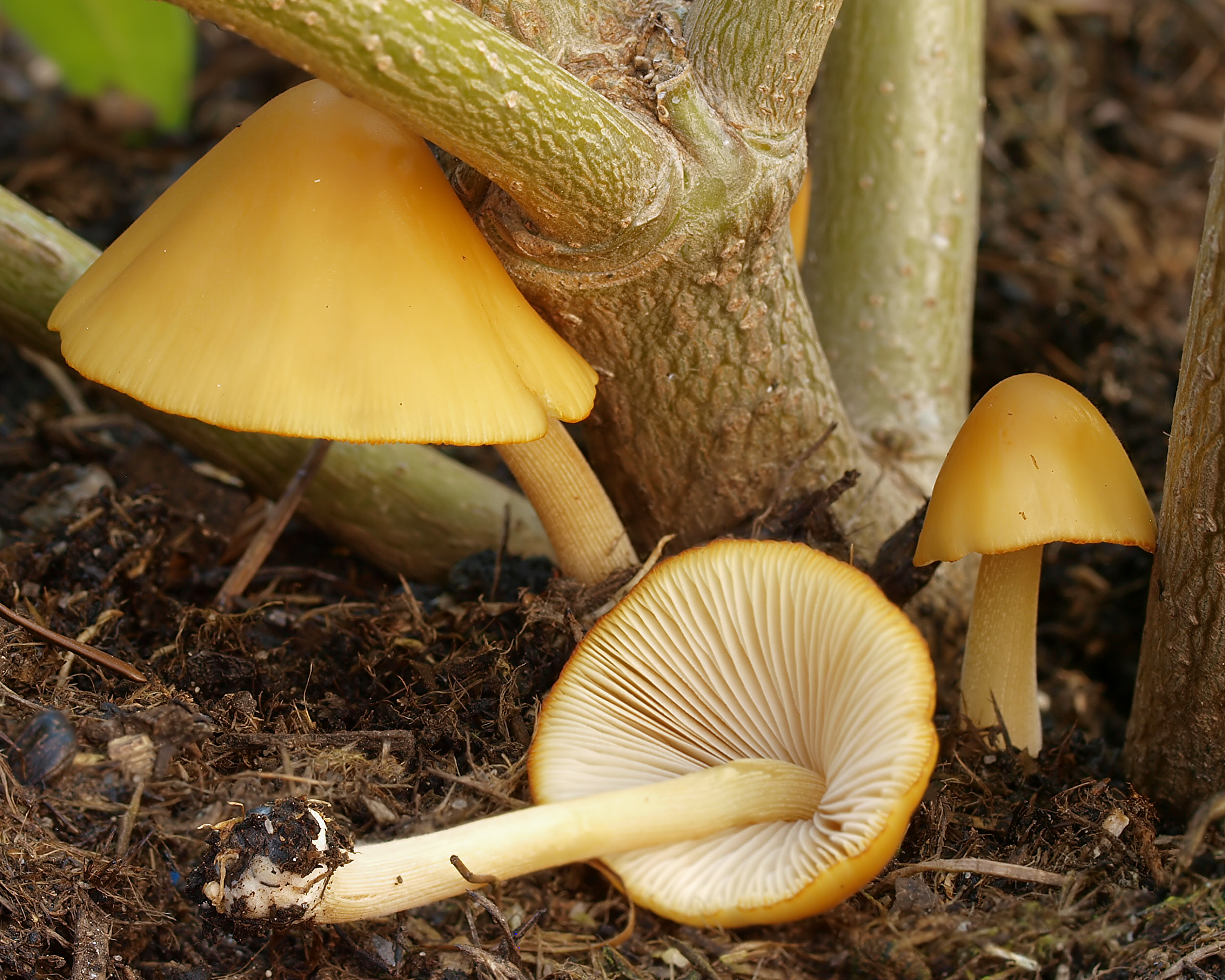
Conocybe aurea.

- Conocybe aurea (Jul. Schäff.) Hongo 1963
- Conocybe australis (Singer) Watling 1981
- Conocybe austrofilaris (Singer) Watling 1981
- Conocybe besseyi (Peck) R. Heim 1931
- Conocybe bicolor Watling 1973
- Conocybe bispora (Singer) Hauskn. 1998
- Conocybe bisporigera (Hauskn. & Krisai) Arnolds 2003
- Conocybe brachypodii (Velen.) Hauskn. & Svrček 1999
- Conocybe brunnea J.E. Lange & Kühner ex Kühner & Romagn. 1953
- Conocybe brunneidisca (Murrill) Hauskn. 2007
- Conocybe brunneoaurantiaca K.A. Thomas, Hauskn. & Manim. 2001
- Conocybe brunneola Kühner ex Kühner & Watling 1982
- Conocybe bryorum (Pers.) Murrill 1912
- Conocybe bulbifera (Kauffman) Romagn. 1944
- Conocybe caeruleobasis Tkalčec, Mešić & Hauskn. 2009
- Conocybe caespitosa (Murrill) Watling 1977
- Conocybe candida (Cooke & Massee) Watling 1977
- Conocybe capillaripes (Peck) Watling 1977
- Conocybe cartilaginipes Watling 1973
- Conocybe cettoiana Hauskn. & Enderle 1992
- Conocybe connata Hauskn. 2010
- Conocybe conocephala (Bull.) Bon 1990
- Conocybe coprophila (Kühner) Kühner 1935
- Conocybe cornmeri Watling 1979
- Conocybe crispa (Longyear) Singer 1951
- Conocybe crispella (Murrill) Singer 1950
- Conocybe cryptocystis (G.F. Atk.) Singer 1954
- Conocybe curta (G.F. Atk.) Watling 1981
- Conocybe cyanopus (G.F. Atk.) Kühner 1935
- Conocybe cylindracea Maire & Kühner 1935
- Conocybe cylindracea Maire & Kühner ex Singer 1959
- Conocybe daamsii Hauskn. 2009
- Conocybe deliquescens Hauskn. & Krisai 2006
- Conocybe dennisii Hauskn. 2002
- Conocybe dentatomarginata Watling 1980
- Conocybe detrusa (Peck) Singer 1948
- Conocybe diemii Singer 1969
- Conocybe digitalina (Velen.) Singer 1989
- Conocybe discorosea E. Horak, Hauskn. & Desjardin 2002
- Conocybe dubia Ballero & Contu 1992
- Conocybe dumetorum (Velen.) Svrček 1956
- Conocybe dunensis T.J. Wallace 1960
- Conocybe ealaensis (Beeli) Watling 1973
- Conocybe echinata (Velen.) Singer 1989
- Conocybe echinospora Murrill 1912
- Conocybe elegans Watling 1983
- Conocybe enderlei Hauskn. 2001
- Conocybe exannulata Kühner
- Conocybe excedens Kühner & Watling 1983
- Conocybe gigasperma Enderle & Hauskn. 1992
- Conocybe glabra (Murrill) Watling 1977
- Conocybe gracilenta Watling & G.M. Taylor 1987
- Conocybe gracilis Hauskn. 2009
- Conocybe graminis Hauskn. 1996
- Conocybe grisea M.M. Moser 1953
- Conocybe hadrocystis (Kits van Wav.) Watling 1980
- Conocybe haglundii Hauskn. 2001
- Conocybe halophila Singer 1959
- Conocybe hebelomatoides Middelh. & Reijnders 1952
- Conocybe herbarum Hauskn. 1996
- Conocybe herinkii Svrček 1996
- Conocybe hexagonospora Métrod 1940
- Conocybe horakii Watling & G.M. Taylor 1987
- Conocybe hornana Singer & Hauskn. 1989
- Conocybe huijsmanii Watling 1983
- Conocybe humicola (Thiers) Hauskn., Krisai & Voglmayr 2004
- Conocybe huysmanii Watling
- Conocybe incarnata (Jul. Schäff.) Hauskn. & Arnolds 2003
- Conocybe ingridiae Hauskn. 2009
- Conocybe inocybeoides Watling 1980
- Conocybe inopinata Hauskn. & Contu 2007
- Conocybe intermedia Kühner 1935
- Conocybe intrusa (Peck) Singer 1950
- Conocybe izonetae Singer 1989
- Conocybe javanica Singer 1989
- Conocybe juncicola Hauskn. 2001
- Conocybe juniana (Velen.) Hauskn. & Svrček 1999
- Conocybe karinae Gubitz & Hauskn. 2008
- Conocybe keniensis Pegler 1977
- Conocybe khasiensis (Berk.) Watling 1981
- Conocybe kuehneri Singer 1947
- Conocybe lactea (J.E. Lange) Métrod 1940
- Conocybe laricina (Kühner) Kühner 1935
- Conocybe lateritia (Fr.) Kühner 1935
- Conocybe lenticulospora Watling 1980
- Conocybe lentispora Singer 1950
- Conocybe leporina (Velen.) Singer 1988
- Conocybe leporina (Velen.) Singer 1989
- Conocybe leptospora Zschiesch. 1988
- Conocybe leptospora Zschiesch. 1989
- Conocybe leucopoda Kühner 1935
- Conocybe leucopus Kühner ex Kühner & Watling 1982
- Conocybe leucopus Kühner ex Kühner & Watling 1983
- Conocybe lirata (Berk. & M.A. Curtis) Murrill 1912
- Conocybe lobauensis Singer & Hauskn. 1988
- Conocybe locellina (Murrill) Watling 1977
- Conocybe ludoviciana (Murrill) Watling 1977
- Conocybe macrocephala Kühner ex Kühner & Romagn. 1953
- Conocybe macrorhina (Speg.) Singer 1951
- Conocybe macrorhiza (Speg.) Singer 1952
- Conocybe macrospora (G.F. Atk.) Hauskn. 2003
- Conocybe magnicapitata P.D. Orton 1960
- Conocybe magnispora (Murrill) Singer 1950
- Conocybe mairei Kühner 1935
- Conocybe marginata Watling & H.E. Bigelow 1983
- Conocybe martiana (Berk. & M.A. Curtis) Singer 1955
- Conocybe mazatecorum Singer 1958
- Conocybe megalospora (Jul. Schäff.) Singer 1951
- Conocybe merdaria Arnolds & Hauskn. 2003
- Conocybe mesospora Kühner 1935
- Conocybe mesospora Kühner ex Singer 1959
- Conocybe mexicana (Murrill) Watling 1981
- Conocybe michiganensis (A.H. Sm.) Watling 1975
- Conocybe microgranulosa Batyrova 1985
- Conocybe microrrhiza Hauskn. 1999
- Conocybe microsperma Singer 1992
- Conocybe microspora (Velen.) Dennis 1953
- Conocybe minima Singer & Hauskn. 1992
- Conocybe minuta (Quél.) Singer 1950
- Conocybe missionum Singer 1952
- Conocybe mitrispora Watling 1993
- Conocybe mixta Singer 1952
- Conocybe mixta Watling 1973
- Conocybe mixtus Watling 1973
- Conocybe monikae Hauskn. 2003
- Conocybe morenoi Raithelh. 1990
- Conocybe moseri Watling 1980
- Conocybe murinacea Watling 1980
- Conocybe mutabilis Watling 1983
- Conocybe myosura Singer 1989
- Conocybe naviculospora Hauskn. 2009
- Conocybe nemoralis Harmaja 1979
- Conocybe neoantipus sensu Watling (1986)
- Conocybe neoantipus (G.F. Atk.) Singer 1936
- Conocybe nigrescens Hauskn. & Gubitz 2006
- Conocybe nigrodisca Hauskn. & Krisai 1992
- Conocybe nivea (Massee) Watling 1981
- Conocybe nodulosospora (Hongo) Watling 1976
- Conocybe novae-zelandiae Watling & G.M. Taylor 1987
- Conocybe obliquopora Hauskn. & Kalamees 2009
- Conocybe obscura Watling 1973
- Conocybe obscurus Watling 1973
- Conocybe ochracea sensu NCL (1960), Phillips (1981)
- Conocybe ochracea (Kühner) Singer 1959
- Conocybe ochraceodisca Watling 1973
- Conocybe ochraceodiscus Watling 1973
- Conocybe ochroalbida Hauskn. 1995
- Conocybe ochrostriata Hauskn. 2005
- Conocybe oculispora Locq. 1955
- Conocybe olivacea M.M. Moser 1983
- Conocybe pallidospora Kühner & Watling 1983
- Conocybe panaeoloides Hauskn. & Zugna 2009
- Conocybe papillata Hauskn. & L. Nagy 2007
- Conocybe paradoxa R. Heim 1931
- Conocybe parvula Døssing & Watling 1983
- Conocybe percincta P.D. Orton 1960
- Conocybe peronata Kühner & Maire 1935
- Conocybe peronata Kühner & Watling 1983
- Conocybe peroxydata (Berk.) D.A. Reid 1975
- Conocybe phaedropis (Berk. & Broome) Pegler 1986
- Conocybe pilosella sensu Rea]] (1922)
- Conocybe pilosella (Pers.) Kühner 1935
- Conocybe piloselloides Watling 1983
- Conocybe pinetorum Watling, Esteve-Rav. & G. Moreno 1986
- Conocybe pinguis Watling 1971
- Conocybe plicatella (Peck) Kühner 1935
- Conocybe plumbeitincta (G.F. Atk.) Singer 1950
- Conocybe pragensis Hauskn. 1999
- Conocybe procera (Singer) Watling 1981
- Conocybe proxima Singer 1952
- Conocybe pseudocrispa (Hauskn.) Arnolds 2003
- Conocybe pseudopilosella (Kühner) Kühner & Romagn. 1953
- Conocybe pseudopubescens K.A. Thomas, Hauskn. & Manim. 2001

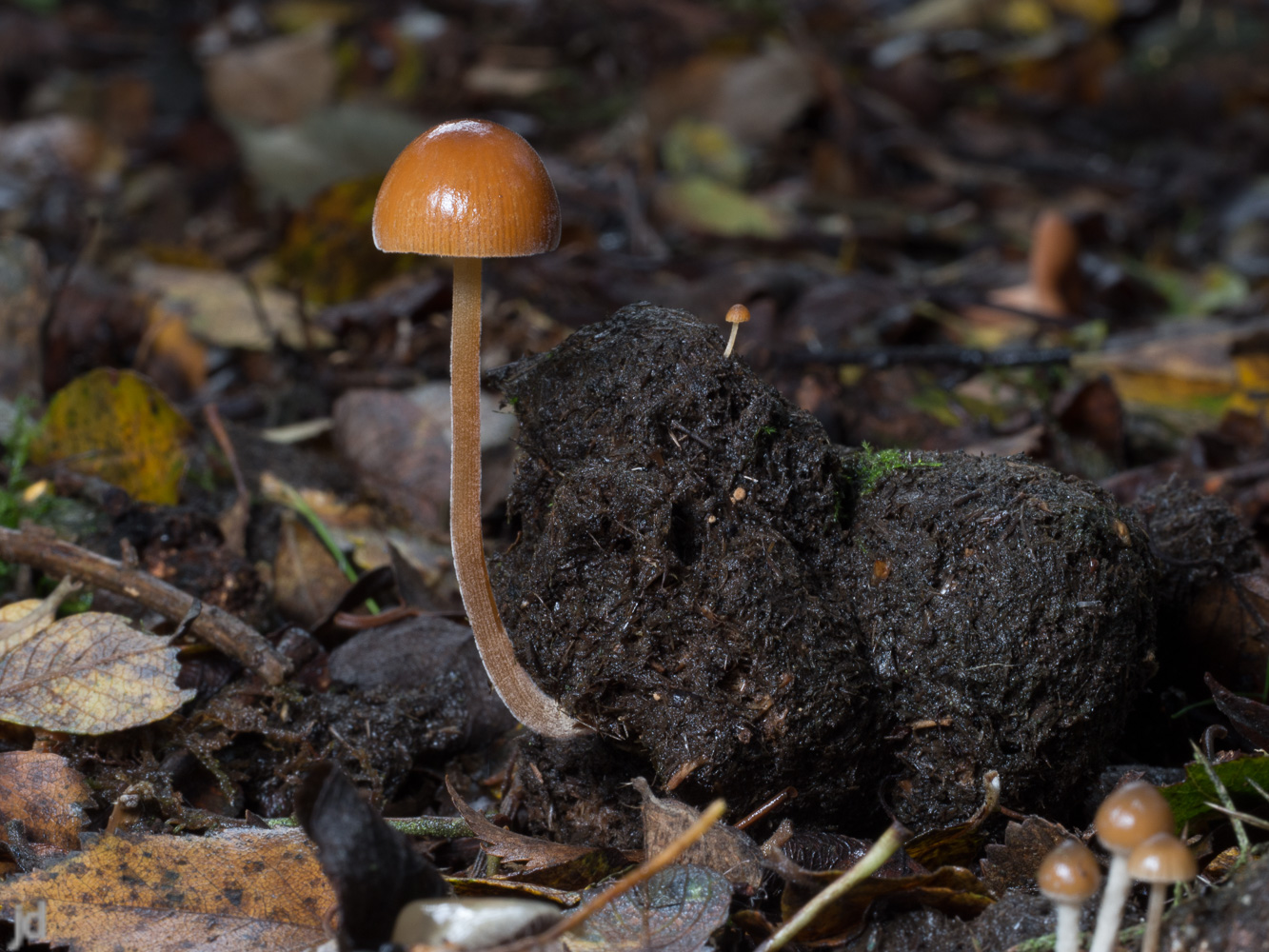
Conocybe pubescens.

- Conocybe pubescens (Gillet) Kühner 1935
- Conocybe pulchella (Velen.) Hauskn. & Svrček 1999
- Conocybe pulchra (Clem.) Kühner 1935
- Conocybe pusilla (Quél.) Romagn. 1937
- Conocybe pygmaeoaffinis (Fr.) Kühner 1935
- Conocybe rabenhorstii (Fr.) Singer 1950
- Conocybe radicans K.A. Thomas, Hauskn. & Manim. 2001
- Conocybe radicata Singer 1953
- Conocybe raphanaceus Watling 1973
- Conocybe reinwaldii Hauskn. & Zugna 2009
- Conocybe reticulata (Peck) Watling 1977
- Conocybe reticulatorugosa Singer 1952
- Conocybe rhizophora Hauskn. 2009
- Conocybe rickeniana Singer 1951

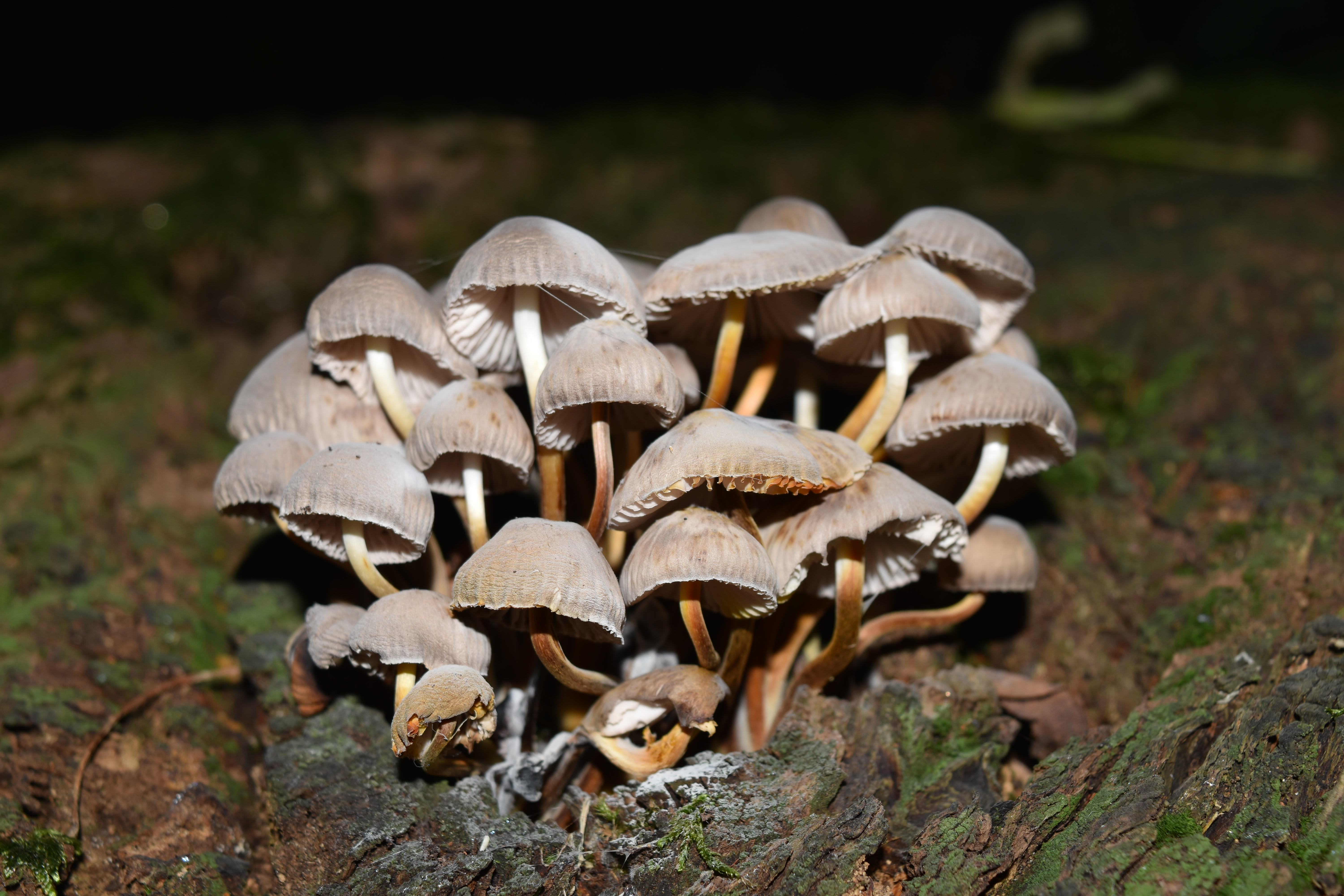
Conocybe rickenii en Vittorio Veneto, Italia.

- Conocybe rickenii (Jul. Schäff.) Kühner 1935
- Conocybe robertii Singer & Hauskn. 1992
- Conocybe romagnesii Hauskn. & G. Moreno 2005
- Conocybe roseipes Hauskn. 1995
- Conocybe rostellata (Velen.) Hauskn. & Svrček 1999
- Conocybe rubiginosa Watling 1980
- Conocybe rugosa (Peck) Watling 1981
- Conocybe ruizlealii (Singer) Watling 1981
- Conocybe sabulicola Hauskn. & Enderle 1992
- Conocybe semidesertorum Hauskn. & Kalamees 2009
- Conocybe semiglobata Kühner & Watling 1980
- Conocybe semilanceata (Peck) Murrill 1912
- Conocybe septentrionalis (A.H. Sm.) Bon & Courtec. 1987
- Conocybe siennophylla (Berk. & Broome) Singer 1955
- Conocybe siliginea (Fr.) Kühner 1935
- Conocybe siligineoides R. Heim 1957
- Conocybe singeriana Hauskn. 1996
- Conocybe smithii Watling 1967
- Conocybe solitaria K.A. Thomas, Hauskn. & Manim. 2001
- Conocybe sonderiana (Berk.) Kits van Wav. 1995
- Conocybe sordescens P.D. Orton 1988
- Conocybe sordida Kühner & Watling 1980
- Conocybe spartea (Fr.) Konrad & Maubl. 1949
- Conocybe sphagnorum (Pers.) Murrill 1912
- Conocybe spicula (Lasch) Kühner 1935
- Conocybe spiculoides Kühner ex Singer 1959
- Conocybe spinulosa Hauskn. & Krisai 1998
- Conocybe stercoraria Watling 1971
- Conocybe stictospora Singer 1989
- Conocybe striaepes (Cooke) S. Lundell 1953
- Conocybe striatipes (Speg.) Singer 1952
- Conocybe striipes (Cooke) S. Lundell 1953
- Conocybe subalpina (Singer) Singer & Hauskn. 1992
- Conocybe subcrispa (Murrill) Singer 1950
- Conocybe subleiospora Hauskn. 2009
- Conocybe subnuda Kühner 1935
- Conocybe subnuda Kühner ex Kühner & Watling 1983
- Conocybe subovalis Kühner & Watling 1980
- Conocybe subpallida Enderle 1991
- Conocybe subpubescens Kühner 1949
- Conocybe subvelata Singer 1950
- Conocybe subverrucispora J. Veselský & Watling 1972
- Conocybe subxerophytica Singer & Hauskn. 1992
- Conocybe sulcatipes (Peck) Kühner 1935
- Conocybe tenera (Schaeff.) Fayod, 1889
- Conocybe teneroides (J.E. Lange) Kühner 1935
- Conocybe tenerrima Singer 1952
- Conocybe tetraspora Singer 1969
- Conocybe tetrasporoides Hauskn. 2003
- Conocybe thermophila Hauskn., Mešić & Tkalčec 2007
- Conocybe togularis (Bull.) Kühner 1935
- Conocybe tortipes (Sacc.) Watling 1981
- Conocybe tucumana (Singer) Watling 1981
- Conocybe tuxlaensis Singer 1989
- Conocybe tuxtlaensis Singer 1989
- Conocybe typhicola (Henn.) Schweers 1941
- Conocybe umbellula (Mont.) Singer 1955
- Conocybe umbonata (Massee) Watling 1966
- Conocybe uralensis Hauskn., Knudsen & Mukhin 2009
- Conocybe urticae (Velen.) Singer 1986
- Conocybe utriformis P.D. Orton 1960
- Conocybe vaginata Watling 1979
- Conocybe velata (Velen.) Watling 2004
- Conocybe velutinomarginata Hauskn. & Zugna 2009
- Conocybe velutipes (Velen.) Hauskn. & Svrček 1999 (= Conocybe kuehneriana Singer 1969)
- Conocybe verrucispora (Singer) Watling 1981
- Conocybe vestita (Fr.) Kühner 1935
- Conocybe vexans P.D. Orton 1960
- Conocybe vinaceobrunnea Hauskn. 2002
- Conocybe viridibrunnescens E. Ludw. 2007
- Conocybe volvata K.A. Thomas, Hauskn. & Manim. 2001
- Conocybe volviornata E. Horak, Hauskn. & Desjardin 2002
- Conocybe volvoradicata Watling, Işıloğlu & Baş Serm. 2011
- Conocybe watlingii Hauskn. 1996
- Conocybe weema Grgur. 1997
- Conocybe xerophytica Singer 1952
- Conocybe xylophila Singer 1969
- Conocybe zeylanica (Petch) Boedijn 1951
- Conocybe Zuccherellii Hauskn. 1993